# Polietilene
Il polietilene (in sigla PE), è il più semplice dei polimeri sintetici ed è la più comune fra le materie plastiche.
Ha formula chimica (-C2H4-)n dove il grado di polimerizzazione n può arrivare ad alcuni milioni. Le catene sono di lunghezza variabile e più o meno ramificate.
Il polietilene è una resina termoplastica, si presenta come un solido trasparente (se amorfo) o bianco (se cristallino) con ottime proprietà isolanti e stabilità chimica.
È una delle materie plastiche più versatili ed economiche. Gli usi più comuni sono come isolante per cavi elettrici, film per l'agricoltura, borse e buste di plastica, contenitori di vario tipo, tubazioni, strato interno di contenitori asettici per liquidi alimentari e molti altri.

## Storia
Il polietilene è stato sintetizzato per la prima volta accidentalmente dal chimico tedesco Hans von Pechmann nel 1898, mentre riscaldava del diazometano. I suoi colleghi Eugen Bamberger e Friedrich Tschirner analizzarono la sostanza bianca simile a cera sulle pareti del contenitore, scoprirono che conteneva delle lunghe catene di -CH2-, e decisero di chiamarla polimetilene.
La prima sintesi industriale fu ottenuta (ancora accidentalmente) da Eric Fawcett e Reginald Gibson alla ICI Chemicals nel 1933. Il polietilene si era formato applicando una pressione di diverse centinaia di atmosfere su un contenitore contenente etilene e benzaldeide; anche stavolta notarono un materiale simile a cera sulle pareti del contenitore. La reazione era stata tuttavia innescata da tracce di ossigeno contenute nel contenitore e non fu possibile replicarla con successo fino al 1935, quando un altro chimico ICI, Michael Perrin, sviluppò una sintesi industriale riproducibile per la sintesi del polietilene a bassa densità (LDPE). La prima tonnellata di materiale dimostrò che questo aveva qualità impareggiabili come isolante elettrico, e nell'agosto del 1939 ebbe inizio la produzione industriale, che fu interamente assorbita dalle necessità belliche (in particolare nelle tecniche collegate al radar). Finita la guerra il polietilene rischiò di scomparire dai prodotti della ICI, ma i risultati delle ricerche su possibili nuove applicazioni dimostrarono che era assai più versatile di quanto si fosse pensato.
Il successivo traguardo nella sintesi del polietilene è stato lo sviluppo di numerosi catalizzatori che ne hanno permesso la sintesi a temperature e pressioni più blande. Il primo di questi era basato sul biossido di cromo, fu scoperto nel 1951 da Robert Banks e John Paul Hogan alla Phillips Petroleum. Nel 1953, il chimico tedesco Karl Ziegler sviluppò un sistema catalitico basato su alogenuri di titanio e composti organici dell'alluminio che lavoravano a condizioni ancora più basse dei catalizzatori Phillips. Questi ultimi, tuttavia, erano meno costosi e più facilmente maneggiabili; entrambi i sistemi vennero quindi usati nella sintesi industriale per la produzione di HDPE.
La catalisi di tipo Phillips ebbe inizialmente problemi nella sintesi di HDPE di qualità uniforme, e gli impianti che la utilizzavano riempirono i loro magazzini di prodotto che non rispettava le specifiche. Il collasso finanziario fu evitato nel 1957, quando prese piede negli Stati Uniti un anello di polietilene colorato, l'hula hoop.
Un terzo sistema catalitico, basato sui metalloceni, fu scoperto nel 1976 in Germania da Walter Kaminsky e Hansjörg Sinn. Le catalisi a metalloceni e quella Ziegler hanno entrambe dimostrato un'ottima flessibilità nella sintesi di miscele di etene e alfa-olefine gettando le basi della attuale vasta gamma di polietilene. Alcune di queste resine, come la fibra Dyneema, hanno cominciato a rimpiazzare materiali quali il kevlar laddove sono richieste eccellenti proprietà meccaniche di resistenza a trazione.

## Classificazione del polietilene

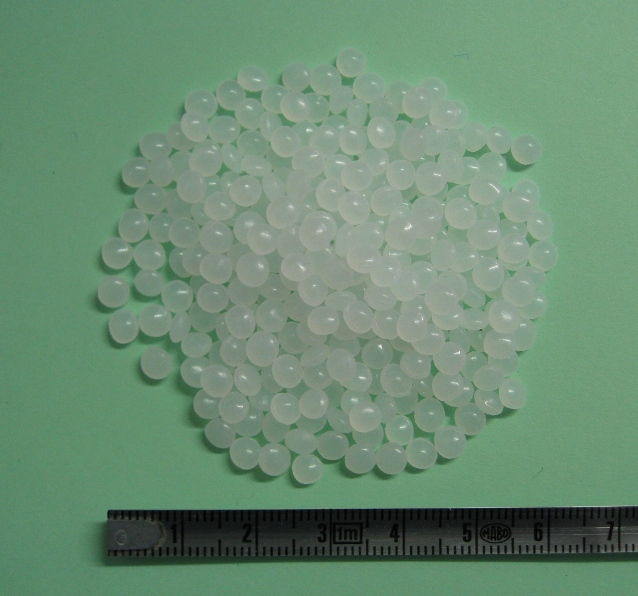
Granuli di LLDPE. Questi granuli sono prodotti durante il processo di polimerizzazione e vengono successivamente lavorati per ottenere il prodotto finito.

In base alla distribuzione dei pesi molecolari e al grado di ramificazione si ottengono tipi di polietilene con proprietà e usi differenti:
- Polietilene ad altissimo peso molecolare (UHMWPE): è un polietilene con peso molecolare medio compreso tra 3×106 e 6×106 u (secondo lo standard ASTM D4020).[3] Ne risulta un materiale con catene ben impaccate nella struttura cristallina e molto resistente. Questo tipo di polietilene viene sintetizzato attraverso la polimerizzazione per coordinazione con metalloceni. Le particolari proprietà meccaniche lo rendono adatto, a differenza degli altri tipi più comuni di polietilene, a impieghi particolari, come ad esempio protesi e giubbotti antiproiettile.
- Polietilene ad alta densità (HDPE) o (PEAD): è un polietilene poco ramificato,[4] ha quindi forze intermolecolari elevate e maggiore rigidezza rispetto al polietilene a bassa densità; viene generalmente sintetizzato attraverso polimerizzazione per coordinazione con un sistema catalitico di tipo Ziegler-Natta.
- Polietilene a bassa densità (LDPE): è molto più ramificato dell'HDPE, è quindi un materiale più duttile e meno rigido, viene generalmente sintetizzato attraverso polimerizzazione radicalica.
- Polietilene a media densità (MDPE): è caratterizzato da percentuali inferiori di catene ramificate rispetto al polietilene a bassa densità (LDPE).
- Polietilene lineare a bassa densità (LLDPE): è sostanzialmente polietilene lineare dotato di un numero significativo di ramificazioni corte; viene normalmente ottenuto per polimerizzazione di una miscela di etene e α-olefine (butene, esene, ottene) con catalisi di tipo Ziegler-Natta.
- Polietilene espanso: è un polietilene che tramite un processo fisico-chimico viene reso poroso, leggero e morbido.
- Polietilene reticolato (PE-X): polietilene prodotto in modo da creare catene molecolari collegate in una rete tridimensionale, e conferire maggiore resistenza in un intervallo di temperature e pressioni più ampio ai tubi costituiti da questo materiale.[5]

## Sintesi
Il polietilene si sintetizza a partire dall'etilene secondo la reazione:{\displaystyle {\ce {n (CH2=CH2)-> [-CH2-CH2-]_n}}}La molecola dell'etilene è caratterizzata dal doppio legame fra gli atomi di carbonio che la rende particolarmente stabile; per tale motivo la reazione di polimerizzazione necessita di condizioni di reazione particolari.
Per la produzione industriale le possibilità sono:
- Polimerizzazione radicalica (o procedimento ad alta pressione): alte temperature (circa 80-300 °C), alte pressioni (circa 1.000-3.000 bar) e presenza di iniziatori radicalici (come ad esempio ossigeno o perossidi).[6] Questo processo viene sfruttato per produrre polietilene a bassa e media densità.[6]
- Polimerizzazione per coordinazione (o procedimento a bassa pressione): con l'uso di catalizzatori a base di metalli di transizione (ad esempio sistemi di catalisi Ziegler-Natta o catalizzatori di Phillips).[4] Questo processo si utilizza per produrre polietilene ad alta densità.[4]
- Polimerizzazione con catalizzatori metallocenici, di prima e di seconda generazione con processo in fase gas, e soluzione.

### Schema di processo

Schema di un impianto per la produzione di polietilene lineare a bassa densità (LDPE) o polietilene a elevata densità (HDPE). In questo caso si utilizza un reattore a letto fluidizzato.

## Applicazioni

Codice identificativo di riciclaggio del polietilene ad altà densità

Codice identificativo di riciclaggio del polietilene a bassa densità

Uno degli usi classici del polietilene è la fabbricazione, mediante estrusione e successive lavorazioni, dei sacchetti comunemente detti "di plastica",
Viene inoltre impiegato per la creazione del "film estensibile" e del "film a bolle d'aria" (o pluriball).
Altri impieghi:
- Impermeabilizzazioni edili generali con geomembrana in HDPE;
- rivestimento interno di confezioni in cartone per alimenti (ad esempio quelle del latte);
- flaconi per detersivi o alimenti;
- giocattoli;
- pellicole alimentari;
- tappi in plastica;
- tubi per il trasporto di acqua e gas naturale;
- rivestimento di cavi elettrici e telefonici;
- palloni stratosferici;
- mobili per il giardino (Hularo);
- reti di recinzione, reti anti-grandine, reti per agricoltura, pesca e sicurezza sul lavoro
- inserti per protesi del ginocchio.

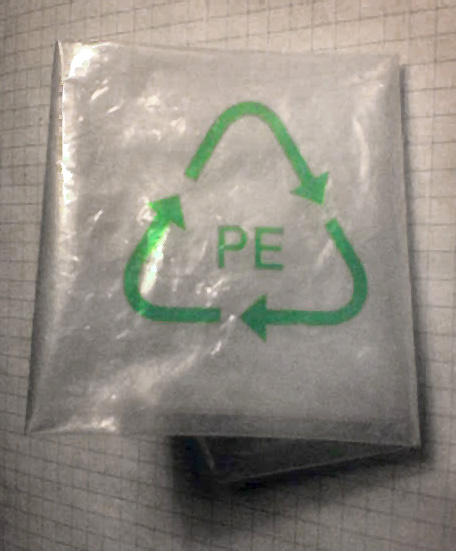
Busta in polietilene
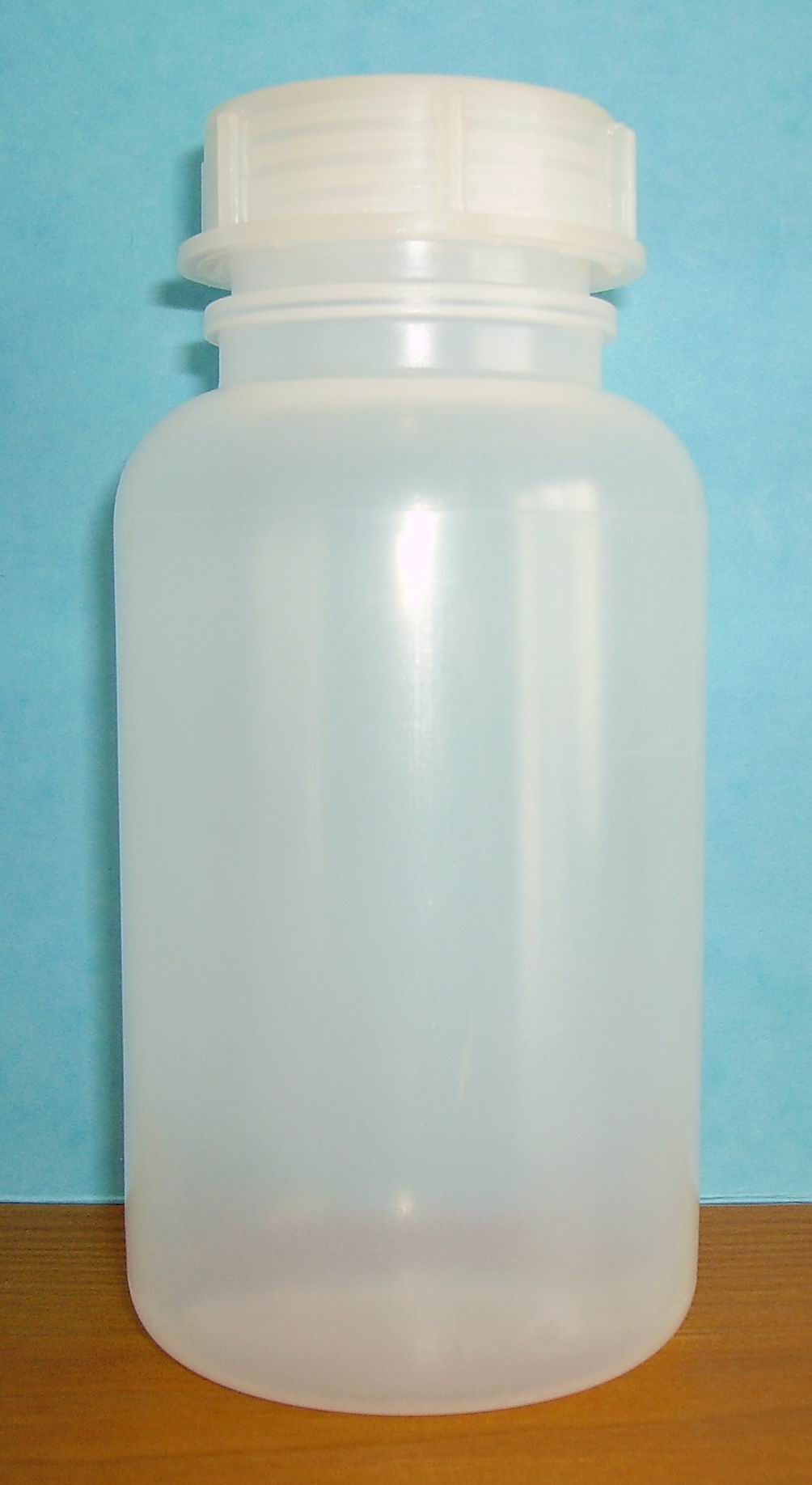
Flacone in polietilene
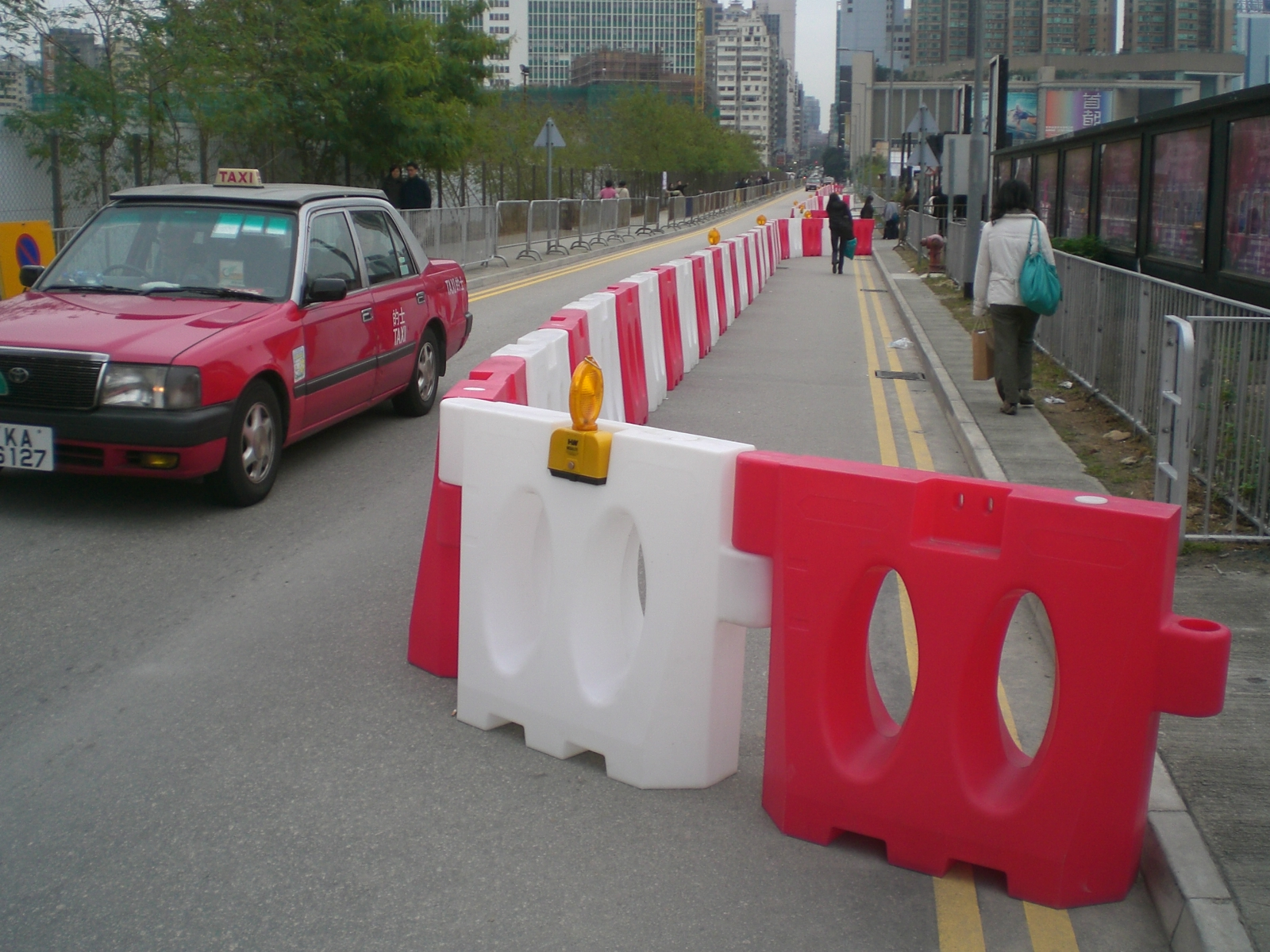
Barriera provvisoria componibile "New-Jersey" in polietilene
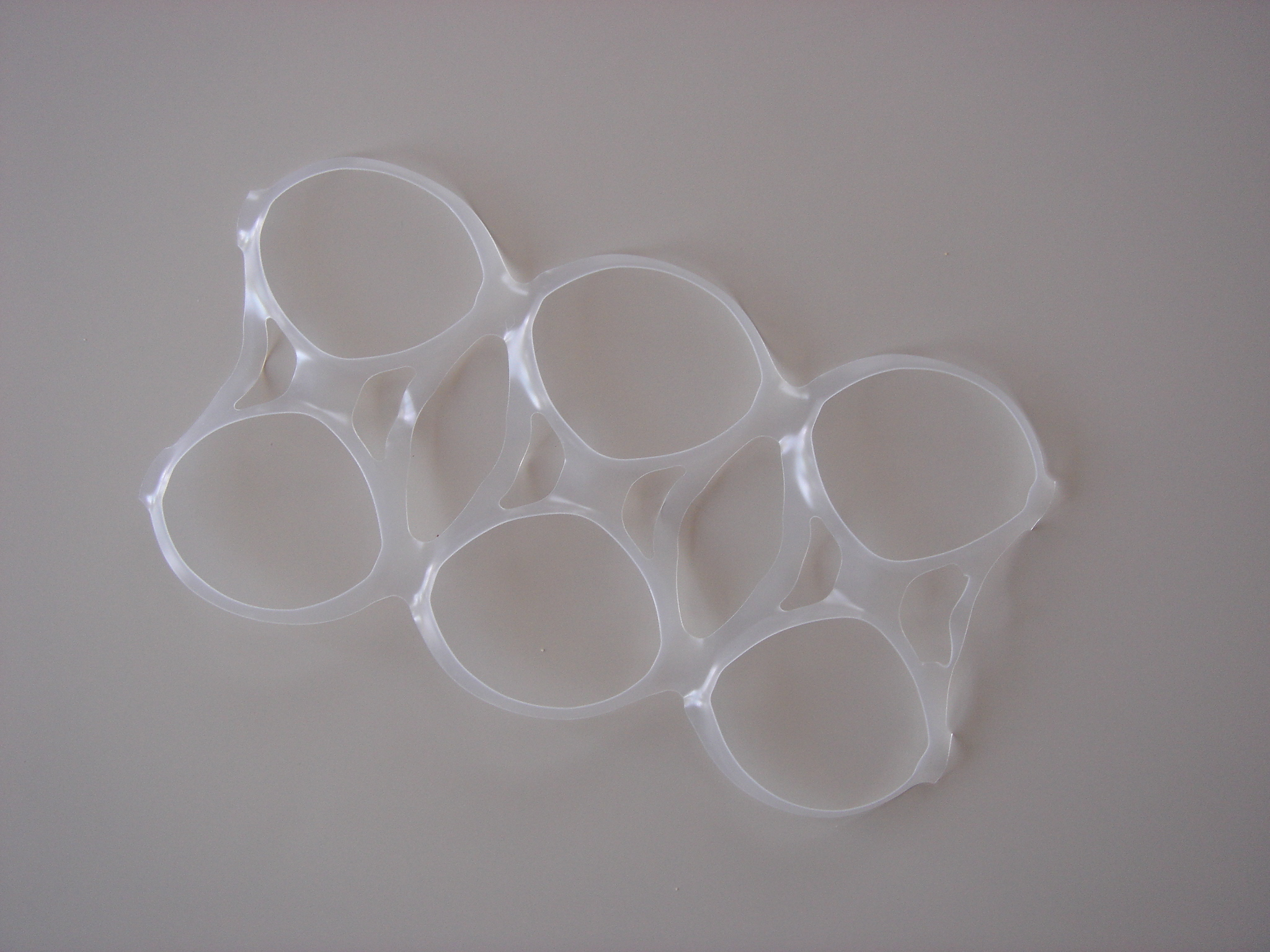
Elemento di imballaggio in polietilene
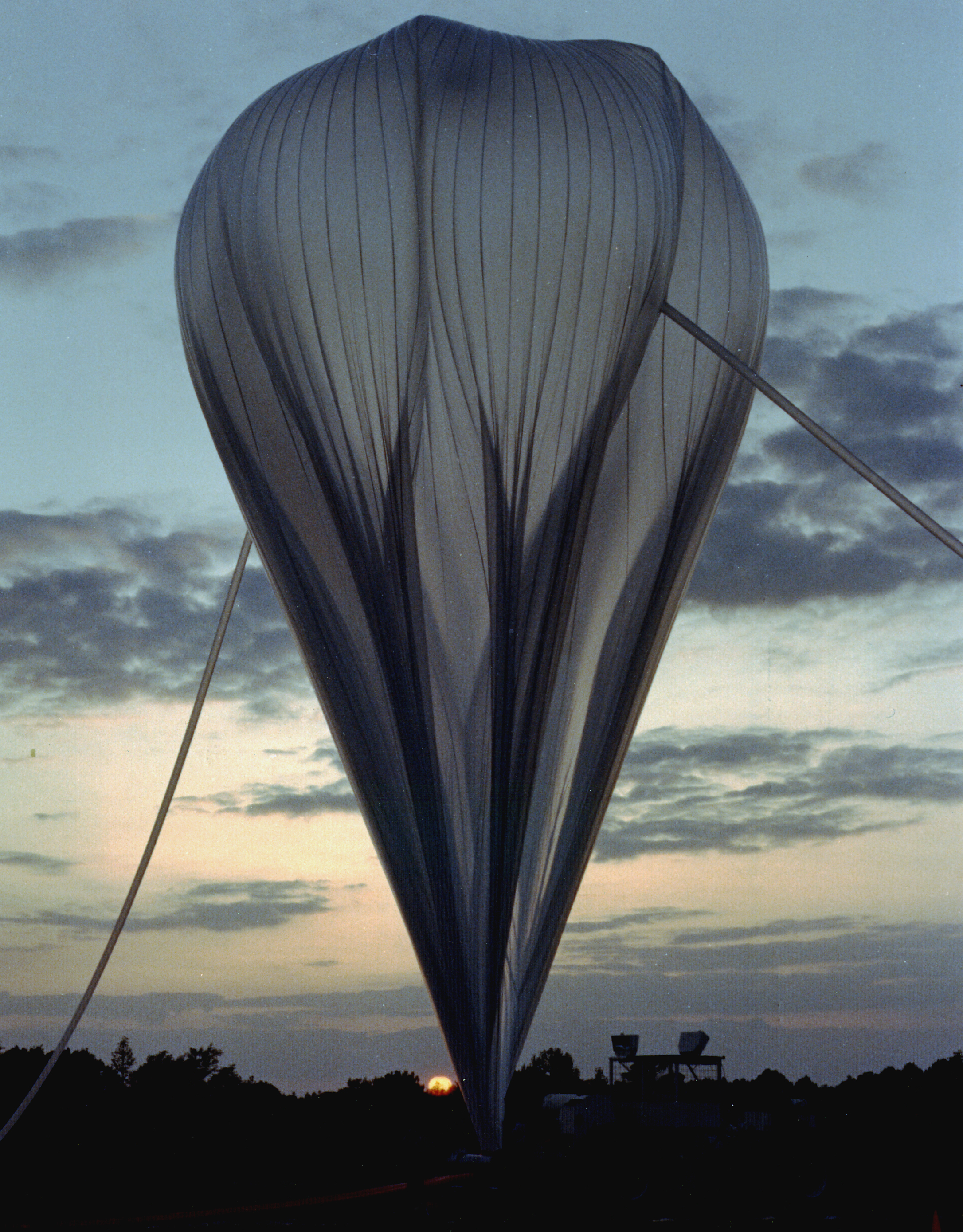
Pallone sonda in polietilene
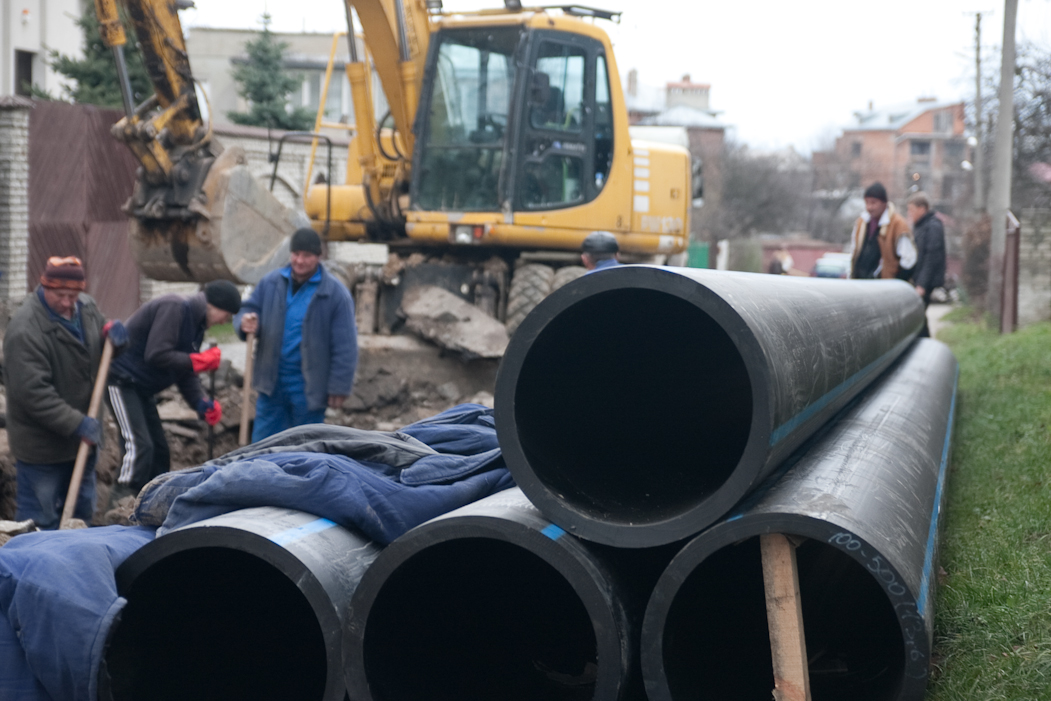
Tubi in polietilene